# جعبه کودک
جعبه کودک مجموعه‌ای از غذاهای فوری است که به صورت تجاری برای کودکان در نظر گرفته شده است. بیشتر جعبه‌های کودک کیسه یا جلدی رنگارنگ داشته و داخل خود سرگرمی یا اسباب بازی کوچکی دارند. یک جعبه کودک معمولی شامل یک همبرگر، سیب‌زمینی سرخ‌کرده و یک نوشیدنی می‌شود.